# Ndaus
Els ndau són un grup ètnic de Moçambic a les regions de Manica i Sofala al centre del país.
Els seus ancestres foren guerrers de Swaziland que es van casar amb la població local formada principalment pels manika, barwe i tewe. El ndau estan dividits en subgrups especialment a la província de Sofala.
Només parcialment poden ser considerats part del grup lingüístic shona. La llengua ndau es parla als districtes del sud de la província de Sofala, a zones de la província d'Inhambane i als districtes de Chipinge i Chimanimani a Zimbàbue. Els parlants de la llengua a Moçambic són uns 600.000.
Els ndau van donar suport a la Renamo (1977-1992). A Zimbàbue els ndau donaren suport a Ndabaningi Sithole, líder del ZANU (Ndonga).